# Tokaido Shinkansen

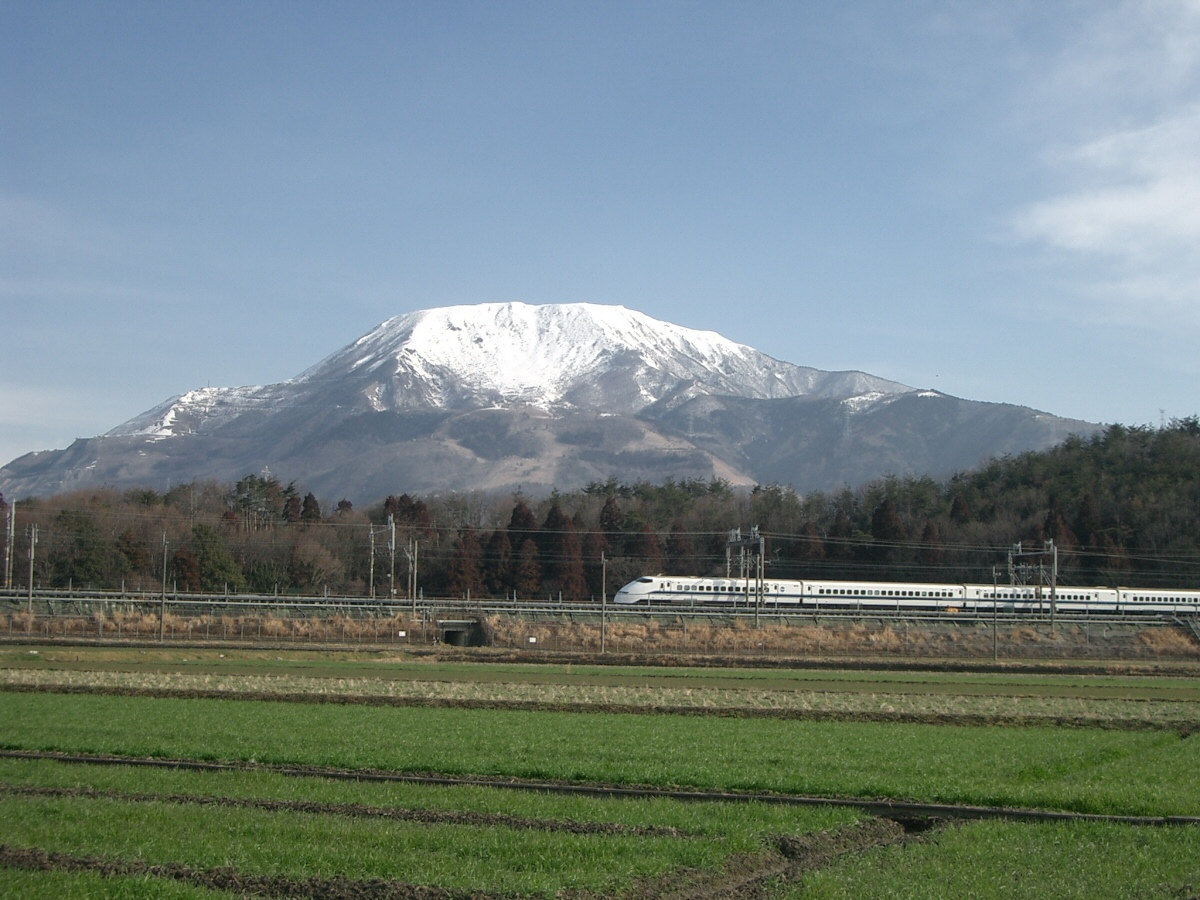
De berg Ibuki & Tōkaidō Shinkansen

De Tokaido Shinkansen (Japans: 東海道新幹線) is een 515,4 km lange hogesnelheidslijn van het Shinkansennetwerk in Japan die uitgebaat wordt door Central Japan Railway Company (JR Central). De lijn werd geopend in 1964 en verbindt de stations Tokio en Shin-Osaka. De lijn sluit aan op de hogesnelheidslijn van de Sanyo Shinkansen die Osaka met Fukuoka Station Hakata verbindt.

## Maglevlijn
Tussen Tokio en Nagoya wordt via een kortere route een magneetzweeftrein baan gepland voor 2027. Ondertussen wordt de magneetzweeftrein getest en werd op 21 april 2015 een wereldrecord snelheid bereikt van 603 km/u.(zichtbaar als een stippellijn op de kaart)

## Treinen
Er rijden drie types treinen op deze lijn: van de snelste tot de traagste zijn dit de Nozomi, Hikari en de Kodama.
De Hikari legde de afstand tussen Tokio en Osaka in 1964 af in 4 uur. Dit werd reeds verkort tot 3 uur 10 minuten in 1965. Met de komst van de Nozomi-treinen in 1992 werd de reistijd verkort tot 2 uur 30 min. De N700-serie treinen Nozomi leggen de afstand af in circa 2 uur 25 minuten.

## Stations
Kodama treinen stoppen in alle stations. Nozomi en Hikari treinen niet.
| Station       | Japans   | Wijk / Stad          | Afstand (km) (van Tokio) | Verbindingen |
| ------------- | -------- | -------------------- | ------------------------ | --- |
| Tokio         | 東京     | Chiyoda (Tokio)      | 0,0                      | JR East: Tohoku Shinkansen, Joetsu Shinkansen, Nagano Shinkansen, Yamanote-lijn, Chuo-lijn, Sobu-lijn, Keihin-Tohoku-lijn, Tokaido-lijn, Keiyo-lijn, Yokosuka-lijn Metro van Tokio: ○Marunouchi-lijn (M-17)                                                                                               |
| Shinagawa     | 品川     | Minato (Tokio)       | 6,8                      | JR East: Yamanote-lijn, Keihin-Tohoku-lijn, Tokaido-lijn, Yokosuka-lijn Keihin Electric Express Railway: Keikyu-lijn |
| Shin-Yokohama | 新横浜   | Kohoku-ku (Yokohama) | 25,5                     | JR East: Yokohama-lijn Metro van Yokohama ■Blauwe-lijn (Nr. 3-lijn) |
| Odawara       | 小田原   | Odawara              | 76,7                     | JR East: Tokaido-lijn, Shonan-Shinjuku-lijn Odakyu Electric Railway: Odawara-lijn, Izu-Hakone Railway: Daiyuzan-lijn, Hakone Tozan Railway: Tozan-lijn |
| Atami         | 熱海     | Atami                | 95,4                     | JR East: Tokaido-lijn (naar Tokio), Ito-lijn, JR Central: Tokaido-lijn (naar Maibara) |
| Mishima       | 三島     | Mishima              | 111,3                    | JR Central: Tokaido-lijn Izu-Hakone Railway: Sunzu-lijn |
| Shin-Fuji     | 新富士   | Fuji (Shizuoka)      | 135,0                    | (geen) |
| Shizuoka      | 静岡     | Aoi-ku               | 167,4                    | JR Central: Tokaido-lijn Shizuoka Railway: Shizuoka-Shimizu-lijn (Station Shin-Shizuoka) |
| Kakegawa      | 掛川     | Kakegawa             | 211,3                    | JR Central: Tokaido-lijn Tenryu-Hamanako Railway: Hamanako-lijn |
| Hamamatsu     | 浜松     | Hamamatsu            | 238,9                    | JR Central: Tokaido-lijn Enshu Railway: Enshu-lijn (Station Shin-Hamamatsu) |
| Toyohashi     | 豊橋     | Toyohashi            | 274,2                    | JR Central: Tokaido-lijn, Iida-lijn Nagoya Railroad (Meitetsu): Nagoya-lijn, Toyohashi Railroad: Atsumi-lijn (Station Shin-Toyohashi), Azumada-lijn (tram, Station Ekimae) |
| Mikawa-Anjō   | 三河安城 | Anjō                 | 312,8                    | JR Central: Tokaido-lijn |
| Nagoya        | 名古屋   | Nakamura-ku          | 342,0                    | JR Central: Tokaido-lijn, Chuo-lijn, Kansai-lijn, Takayama-lijn Metro van Nagoya: ■Higashiyama-lijn (H08), ■Sakura-dori-lijn (S02), Nagoya Railroad (Meitetsu): Nagoya-lijn (Station Meitetsu Nagoya), Kintetsu: Nagoya-lijn (Station Kintetsu Nagoya), ■Nagoya Seaside Rapid Railway: Aonami-lijn (AN01) |
| Gifu-Hashima  | 岐阜羽島 | Hashima              | 367,1                    | Nagoya Railroad (Meitetsu): Hashima-lijn (Station Shin-Hashima) |
| Maibara       | 米原     | Maibara              | 408,2                    | JR Central: Tokaido-lijn (naar Atami), JR West: Biwako-lijn, Hokuriku-lijn Omi Spoorwegmaatschappij: Omi-lijn |
| Kioto         | 京都     | Shimogyo-ku          | 476,3                    | JR West: Biwako-lijn (naar Maibara), JR Kioto-lijn (naar Osaka) Sagano-lijn (een deel van de San'in-lijn), Nara-lijn Kintetsu: Kioto-lijn, Metro van Kioto: ■Karasuma-lijn |
| Shin-Osaka    | 新大阪   | Yodogawa-ku          | 515,4                    | JR West: Sanyo Shinkansen ( richting Station Hakata), JR Kioto-lijn Metro van Osaka: Midosuji-lijn (M13) |